# سیارک ۱۱۴۸۲۹
سیارک ۱۱۴۸۲۹ (به انگلیسی: 114829 Chierchia، نامگذاری:2003OC21) صد و چهارده هزار و هشتصد و بیست و نهمین سیارک کشف شده‌است که در ۲۳ ژوئیه ۲۰۰۳ کشف شد.